# رياض ميخائيل
رياض ميخائيل (بالألمانية: Riad Michael)‏ هو طبيب وملحن ومنتج أسطوانات ألماني، ولد في 1974 في ساربروكن في ألمانيا.

## وصلات خارجية
- رياض ميخائيل على موقع ميوزك برينز (الإنجليزية)